# Damals war’s – Geschichten aus dem alten Berlin
Damals war’s – Geschichten aus dem alten Berlin ist der Titel einer Hörspielserie, die überwiegend unter der Regie von Ivo Veit produziert wurde.

## Ausstrahlung und Umfang
Die Reihe wurde zwischen 1964 und 1987 im West-Berliner Sender RIAS ausgestrahlt. Mehrere Folgen sind ab Mitte der 1970er Jahre auch vom NDR gesendet worden. 1987 wurde die letzte Geschichte mit dem Titel Die Kneipe im Kiez ausgestrahlt. 40 Geschichten mit 426 etwa halbstündigen Einzelsendungen (insgesamt über 195 Sendestunden) sind bekannt.

## Literarische Vorlagen und Akteure
Die Geschichten aus dem alten Berlin spielen in der Regel um 1900, bieten eine Mischung aus Gartenlaube, Marlitt- bzw. Courths-Mahler-Romanen und „Zille sein Milljöh“. Einige Folgen basierten auf den Werken renommierter Autoren wie Alice Berend (Spreemann & Co, Frau Hempels Tochter, Die Bräutigame der Babette Bomberling), Erdmann Graeser (Die Koblanks, Die Eisrieke, Herr Kanzleirat Ziepke) und Max Kretzer (Der Millionenbauer).
Ewald Wenck begleitete als Erzähler und „Märchenonkel“ nach einem langgezogenen „Juutenaaamd“ die Hörer mit Augenzwinkern und amüsanten, manchmal ironischen Randbemerkungen durch die Folgen. Nach Wencks Tod 1981 übernahm bei den noch vorliegenden und ab 1981 bei den nachfolgenden Produktionen Edith Hancke die Erzählerrolle.
Mitwirkende waren u. a. Karl Hellmer, Otto Matthies, Reinhold Bernt, Herbert Weißbach, Erich Fiedler, Camilla Spira, Lu Säuberlich, Edgar Ott, Ekkehard Fritsch, Lola Luigi, Peter Schiff, Ingeborg Wellmann, Klaus Herm, Wilfried Herbst, Gisela Fritsch, Karl Haas, Norbert Gescher, Rudi Stark (1914 – nach 1978), Gerd Holtenau, Inge Wolffberg, Erna Haffner, Lilli Schoenborn, Günther Schwerkolt, Sigurd Lohde sowie Mitglieder der einstigen Insulaner wie Agnes Windeck, Edith Schollwer, Ilse Trautschold und Bruno Fritz.

## Geschichten
chronologisch geordnet:
1. Die Koblanks (Erdmann Graeser, frei bearbeitet von Werner E. Hintz) – Regie: Ivo Veit, 1964 (12 Folgen)
2. Frau Hempels Tochter (Alice Berend, frei bearbeitet von Werner E. Hintz) – Regie: Ivo Veit, 1964 (10 Folgen)
3. Spreemann & Co. (Alice Berend, frei bearbeitet von Werner E. Hintz) – Regie: Ivo Veit, 1965 (15 Folgen)
4. Berliner Rangen (Ulrike Brückner) – Regie: Ivo Veit, 1965 (8 Folgen)
5. Der Millionenbauer (Max Kretzer, frei bearbeitet von Werner E. Hintz) – Regie: Ivo Veit, 1966 (15 Folgen)
6. Die süße Anna (Ulrike Brückner, frei bearbeitet von Werner E. Hintz) – Regie: Ivo Veit, 1966 (15 Folgen)
7. Die Bräutigame der Babette Bomberling (Alice Berend, frei bearbeitet von Werner E. Hintz) – Regie: Ivo Veit, 1967 (10 Folgen)
8. Zirkus Renz (August Heinrich Kober, frei bearbeitet von Werner E. Hintz) – Regie: Ivo Veit, 1967 (20 Folgen)
9. Die Eisrieke (Erdmann Graeser, frei bearbeitet von Werner E. Hintz) – Regie: Ivo Veit, 1968 (12 Folgen)
10. Steinmüllers Erben (Edwin Beyssel, frei bearbeitet von Werner E. Hintz) – Regie: Ivo Veit, 1969 (10 Folgen)
11. Berta Wegemanns Wege (Friedrich Hackländer, frei bearbeitet von Werner E. Hintz) – Regie: Ivo Veit, 1969 (15 Folgen)
12. Die Väter der Felizitas (Edwin Beyssel, frei bearbeitet von Werner E. Hintz) – Regie: Ivo Veit, 1970 (8 Folgen)
13. Herr Kanzleirat Ziepke (Erdmann Graeser, frei bearbeitet von Werner E. Hintz) – Regie: Ivo Veit, 1970 (12 Folgen)
14. Drei Spatzen unterm Dach (Cornelia Schöner, frei bearbeitet von Werner E. Hintz) – Regie: Ivo Veit, 1971 (10 Folgen)
15. Der gemütliche Gustav (Edwin Beyssel, frei bearbeitet von Werner E. Hintz) – Regie: Ivo Veit, 1971 (12 Folgen)
16. Giese gegen Giesebrecht (Willibald Runge, frei bearbeitet von Werner E. Hintz) – Regie: Ivo Veit, 1971 (10 Folgen)
17. Hansemann & Söhne (Egon Polling, frei bearbeitet von Werner E. Hintz) – Regie: Ivo Veit, 1972 (12 Folgen)
18. Die Havelnixe (Theodor Ziegler, frei bearbeitet von Werner E. Hintz) – Regie: Ivo Veit, 1973 (10 Folgen)
19. Der Storch in der Linde (Egon Polling) – Regie: Ivo Veit, 1973 (12 Folgen)
20. Romeo und Julchen (Ernestine Bach, frei bearbeitet von Werner E. Hintz) – Regie: Ivo Veit, 1974 (10 Folgen)
21. Der stramme Max (Alfred Andel, frei bearbeitet von Werner E. Hintz) – Regie: Ivo Veit, 1974 (12 Folgen)
22. Die selige Cornelie (Erich Jakob, frei bearbeitet von Werner E. Hintz) – Regie: Ivo Veit, 1975 (8 Folgen)
23. Bruno Brieses Bräute (Erich Jakob, frei bearbeitet von Werner E. Hintz) – Regie: Ivo Veit, 1975 (10 Folgen)
24. Krösus Krause (Alfred Andel) – Regie: Ivo Veit, 1976 (12 Folgen)
25. Die Kuckuckseier (Erich Jakob, frei bearbeitet von Werner E. Hintz) – Regie: Ivo Veit, 1976 (12 Folgen)
26. Der herrschaftliche Ferdinand (Oswald Mendel, frei bearbeitet von Werner E. Hintz) – Regie: Ivo Veit, 1977 (8 Folgen)
27. Wilhelm Wittes Witwen (Erich Jakob) – Regie: Ivo Veit, 1977 (12 Folgen)
28. Das fleißige Lieschen (Hermine Jüttner, frei bearbeitet von Werner E. Hintz) – Regie: Ivo Veit, 1978 (10 Folgen)
29. Der Herr im Haus (Erich Jakob, frei bearbeitet von Werner E. Hintz) – Regie: Ivo Veit, 1978 (12 Folgen)
30. Die flotte Charlotte (Hermine Jüttner, frei bearbeitet von Werner E. Hintz) – Regie: Ivo Veit, 1979 (8 Folgen)
31. Ein Mann für Muttern (Albertine Junker, frei bearbeitet von Werner E. Hintz) – Regie: Paul Esser, 1979 (12 Folgen)
32. Franz im Glück (Heinrich Wulkow, frei bearbeitet von Werner E. Hintz) – Regie: Paul Esser, 1980 (8 Folgen)
33. Adams Paradies (Heinrich Podolla, frei bearbeitet von Werner E. Hintz) – Regie: Paul Esser, 1981 (8 Folgen)
34. Die Minna von Barnheims (Walter Baumann, frei bearbeitet von Werner E. Hintz) – Regie: Paul Esser, 1981 (10 Folgen)
35. Glück im Winkel (Johanna von Politz, frei bearbeitet von Werner E. Hintz) – Regie: Horst Kintscher, 1982 (6 Folgen)
36. Die Töchter der Madame Dutitre (Werner E. Hintz) – Regie: Horst Kintscher, 1983 (10 Folgen)
37. Kunkels selige Witwe (Werner E. Hintz) – Regie: Horst Kintscher, 1983 (8 Folgen)
38. Äpfel in Nachbars Garten (Werner E. Hintz) – Regie: Horst Kintscher, 1984 (6 Folgen)
39. Fünf Müllers und eine Million (Werner E. Hintz) – Regie: Horst Kintscher, 1986 (8 Folgen)
40. Die Kneipe im Kiez (Sabine Thiesler) – Regie: Bärbel Jarchow-Frey (1–4), Robert Matejka (5–7), Manfred Marchfelder (8–10), 1987 (10 Folgen)